# Fahima Mirzaie
Fahima Mirzaie   (Afganistan, 1996) és una ballarina, mestra de dansa i activista pels drets de les dones afganesa, resident a França. El desembre de 2021 va aparèixer en la llista 100 Women que edita anualment la BBC.
Fahima Mirzaie és la única dona afganesa dervix en practicar el semazen, un tipus de meditació pròpia del sufisme, consistent en una dansa on els practicants roten sobre el seu eix. El semazen o "rotació dervix" forma part de la cerimònia del Samà.
Mirzaie va fundar una escola mixta de dansa sufí, anomenada Shohod Arefan. A començaments de 2021, el govern afganés va decretar la prohibició de les nenes en edat escolar de participar en activitats de ball i cant. Amb l'adveniment taliban d'aquell estiu, Mirzaie va haver de fugir del seu país, sota acusacions d'heretgia i d'incompliment de la xaria, que no permet a les dones realitzar el semazen. Des de setembre es troba exiliada a França.
La història de Fahima forma part del documental de la BBC titulat Farewell my Afghanistan (Kawoon Khamoosh, 2021).